# Heterogorgia pacifica
Heterogorgia pacifica is een zachte koraalsoort uit de familie Plexauridae. De koraalsoort komt uit het geslacht Heterogorgia. Heterogorgia pacifica werd voor het eerst wetenschappelijk beschreven door author unknown. 